# Пальмирский сахарный завод
Пальмирский сахарный завод — предприятие пищевой промышленности в посёлке Пальмира Золотоношского района Черкасской области Украины, прекратившее производственную деятельность.

## История

### 1965 - 1991
Пальмирский сахарный завод проектной мощностью 3000 тонн сахарной свеклы в сутки начали строить в 1965 году в селе Вознесенское в соответствии с семилетним планом развития народного хозяйства (1959—1965). В соответствии с программой производственной кооперации стран СЭВ, на предприятии было установлено оборудование марки "CEKOL" производства Польской Народной Республики.
Первый сахар был получен в октябре 1970 года (и отгружен 1 ноября 1970 года), а через три года завод вышел на полную производственную мощность.
В 1970х годах на предприятии была освоена технология переработки сахарного тростника и начат выпуск тростникового сахара.
В 1976 - 1980 годы завод был реконструирован с увеличением мощности с 3000 до 6000 тонн сахарной свеклы в сутки.
В целом, в советское время Пальмирский сахарный завод был крупнейшим предприятием района, в 1991 году он был одним из крупнейших среди 24 сахарных заводов на территории Черкасской области.

### После 1991
После провозглашения независимости Украины завод перешёл в ведение Государственного комитета пищевой промышленности Украины, в дальнейшем государственное предприятие было преобразовано в открытое акционерное общество.
В мае 2003 года часть территории села Вознесенское была выделена в отдельный населённый пункт - посёлок Пальмира, после чего завод оказался на территории посёлка.
Позднее завод перешёл в собственность группы компаний "Укррос".
В 2009 году завод переработал 16 144 тонн сахара-сырца и произвел 15 720 тонн белого сахара. В 2010 году завод был реорганизован в общество с ограниченной ответственностью.
В 2011 году завод перешёл в собственность группы компаний "Kernel", в 2012 году он переработал 247 тыс. тонн сахарной свеклы и произвёл 32 тыс. тонн сахара, но в связи со снижением цен на сахар возникли сложности со сбытом продукции и уже в октябре 2012 года было объявлено о его продаже.
В 2013 году Пальмирский сахарный завод остановил работу и был законсервирован (в это время он был крупнейшим сахарным заводом на территории Черкасской области). После признания завода банкротом в 2016 году завод начали разбирать на металлолом.
В июне 2016 года компания "Биогазинвест" выкупила Пальмирский сахарный завод и сообщила о намерении построить на его месте биогазовую станцию мощностью 6 МВт, а также оставить из оборудования две печи (на которых планируют выжигать известняковый камень).

## Деятельность
Предприятие производило свекловичный и тростниковый сахар.